# Neil MacGregor
Pour l’article homonyme, voir MacGregor.
Robert Neil MacGregor est un historien de l'art et administrateur culturel né le 16 juin 1946 à Glasgow (Écosse). Il a été rédacteur en chef du Burlington Magazine de 1981 à 1987, directeur de la National Gallery à Londres de 1987 à 2002 puis directeur du British Museum de 2002 à 2015.

## Biographie
Neil MacGregor est né à Glasgow de deux parents médecins, Alexander et Anna MacGregor. Il est élève à la Glasgow Academy puis étudie les langues vivantes au New College (Oxford), dont il devient honorary fellow. 
Il étudie ensuite la philosophie à l'École normale supérieure de Paris (durant Mai 68) et le droit à l'université d'Édimbourg, où il reçoit le Green Prize. 
Devenu avocat en 1972, MacGregor suit des cours d'histoire de l'art à la summer school de l'Institut Courtauld en Bavière.  Son directeur Anthony Blunt le persuade de poursuivre ses études avec lui. Blunt considère MacGregor comme « son plus brillant élève ». 
De 1975 à 1981, MacGregor enseigne l'histoire de l'art et de l'architecture à l'université de Reading, qu'il quitte pour devenir rédacteur en chef du Burlington Magazine : alors que la revue était publiée chez Thomson Corporation, il lui donne un statut indépendant. 

### Directeur de la National Gallery
En 1987, MacGregor devient directeur de la National Gallery, où il jouit d'une grande estime. On l'appelle « saint Neil » à la fois en raison de sa popularité dans l'institution et pour sa ferveur catholique. Pendant son mandat, il présente trois séries d'émission sur l'art à la BBC : Painting the World (Peindre le monde) en 1995, Making Masterpieces (Réaliser des chefs-d'œuvre), qui consistait en une présentation de la National Gallery, en 1997 et Seeing Salvation (Voir le salut), sur la représentation de Jésus dans l'art occidental en 2000. Il refuse d'être anobli en 1999, ce qui est inédit pour un directeur de la National Gallery.

### Directeur du British Museum
MacGregor est nommé directeur du British Museum en août 2002, alors que l'institution est en déficit de 5 millions de livres.
Il a juré de ne jamais rendre les frises du Parthénon à la Grèce, disant qu'il est du devoir du musée de « préserver le caractère universel de ces marbres et d'éviter qu'on se les approprie comme un symbole politique ou nationaliste ». Il accepte cependant de discuter d'un prêt à la Grèce à condition que cette dernière renonce à toute revendication sur les frises.
En janvier 2008, MacGregor est nommé président du World Collections programme, afin de former des conservateurs dans les musées anglais.
En 2008, on lui propose de succéder à Philippe de Montebello comme directeur du Metropolitan à New York. Il décline l'offre car l'entrée au musée est payante et que donc, pour lui, ce n'est pas « une institution publique ». En 2010, MacGregor présente une série d'émissions sur BBC Radio 4 et BBC World Service intitulée A History of the World in 100 Objects (Une histoire du monde en cent objets), fondée sur les collections du British Museum.
En avril 2015, Il annonce son départ de la direction du British Museum pour le mois de décembre. Il est remplacé à la tête de cette institution par l'historien de l'art allemand Hartwig Fischer.

### Honneurs et distinctions
Le 4 novembre 2010, MacGregor est nommé membre de l'ordre du Mérite par la reine Élisabeth II.
En 2022, il reçoit le prix Montyon de l'Académie française pour son ouvrage À monde nouveau, nouveaux musées. Les musées, les monuments et la communauté réinventée.

## Œuvres
- Neil MacGregor (trad. de l'anglais par Pascale Haas), Une Histoire du monde en 100 objets, Paris, Les Belles Lettres, septembre 2018, 862 p. (ISBN 978-2-251-44835-0, lire en ligne)

## Sources
1. ↑  Miranda Carter, « Spy who came in from the Courtauld », The Independent, 8 November 2001
2. ↑  [http://education.guardian.co.uk/museums/story/0,,973646,00.html Tim Adams, « His place in history », The Observer, 8 June 2003
3. ↑  Site de la National Gallery
4. 1 2  Rachel Campbell-Johnson, « Briton of the Year: Neil MacGregor », The Times, 27 December 2008 Lire en ligne
5. ↑  Cyril Watson, « Neil MacGregor vows to keep Elgin Marbles », The Daily Telegraph, 11 mai 2009 Lire en ligne
6. ↑  Neil Macgregor to chair 'World collections programme', to share British cultural excellence with Africa and Asia, 18 January 2008
7. ↑  (en) « British Museum chief Neil MacGregor to step down », sur bbc.com, BBC News, 8 avril 2015 (consulté le 17 mars 2021).
8. ↑  (en) « Hartwig Fischer confirmed as British Museum director », sur bbc.com, BBC News, 29 septembre 2015 (consulté le 17 mars 2021).
9. ↑  Mr Neil MacGregor appointed to the Order of Merit, 4 November 2010
10. ↑  « Neil MACGREGOR | Académie française », sur www.academie-francaise.fr (consulté le 3 juillet 2022)